# Vlachovice, Zlín
Vlachovice là một làng thuộc huyện Zlín, vùng Zlínský, Cộng hòa Séc.